# Žižki
Žižki – wieś w Słowenii, w gminie Črenšovci. W 2018 roku liczyła 554 mieszkańców.